# Fresnoy-au-Val
Fresnoy-au-Val (picardisch: Frénoé-au-Val) ist eine nordfranzösische Gemeinde mit 227 Einwohnern (Stand 1. Januar 2022) im Département Somme in der Region Hauts-de-France. Die Gemeinde liegt im Arrondissement Amiens, ist Teil der Communauté de communes Somme Sud-Ouest und gehört zum Kanton Ailly-sur-Somme.

## Geographie
Fresnoy-au-Val liegt rund zehn Kilometer nordöstlich von Poix-de-Picardie und sieben Kilometer südöstlich von Molliens-Dreuil. Das südliche Gemeindegebiet durchzieht die Autoroute A29.

## Einwohner
| 1962 | 1968 | 1975 | 1982 | 1990 | 1999 | 2006 | 2011 |
| ---- | ---- | ---- | ---- | ---- | ---- | ---- | ---- |
| 221  | 216  | 197  | 181  | 218  | 225  | 240  | 247  |

## Verwaltung
Bürgermeister (maire) ist seit 1999 Alain Desfosses.

## Sehenswürdigkeiten
- Kirche Saint-Jean-Baptiste